# Вакахара Томоя
Томоя Вакахара (яп. 若原智哉, нар. 28 грудня 1999, Кусацу) — японський футболіст, воротар клубу «Кіото Санга».

## Клубна кар'єра
Народився 28 грудня 1999 року в місті Кусацу. Вихованець футбольної школи клубу «Кіото Санга». Дорослу футбольну кар'єру розпочав 2018 року в основній команді того ж клубу, кольори якої захищає й донині.

## Виступи за збірні
2017 року виступав у складі юнацької збірної Японії, взяв участь у 2 іграх на юнацькому рівні.
У 2016 та 2018 роках у складі збірної Японії до 19 років Вакахара брав участь в юнацькому (U-19) кубку Азії. На турнірах він допоміг своїй команді здобути золоті і бронзові медалі відповідно. Цей результат дозволив команді до 20 років кваліфікуватись на молодіжний чемпіонат світу 2019 року у Польщі, куди поїхав і Томоя.

## Титули і досягнення
- Переможець Юнацького (U-19) кубка Азії: 2016